# レッド・ミラー
ロバート・レッド・ミラー（Robert Red Miller、1927年10月31日 - 2017年9月27日）は、アメリカ合衆国イリノイ州マコーム出身の元アメリカンフットボールコーチ。
西イリノイ大学卒業後、イリノイ州内のアストリア、カントンの高校、カルタゴ・カレッジでコーチを行った。1950年代終わりにルー・セイバンヘッドコーチの下で西イリノイ大学のアシスタントコーチを務めた。その後セイバンはAFLのボストン・ペイトリオッツのヘッドコーチとなり、彼は1962年にバッファロー・ビルズ、1963年から1965年まではデンバー・ブロンコス、1966年から1970年まではセントルイス・カージナルス、1971年から1972年までボルチモア・コルツ、1973年から1976年までニューイングランド・ペイトリオッツでアシスタントコーチを務めた。
1977年1月31日にジョン・ラルストンに代わりデンバー・ブロンコスのヘッドコーチとなった。ラインバッカーのランディ・グラディシャー、ボブ・スウェンソン、トム・ジャクソン、コーナーバックのルイス・ライト、セイフティのビル・トンプソン、ディフェンシブエンドのライル・アルゼイドによるオレンジ・クラッシュ・ディフェンス、ニューヨーク・ジャイアンツから加入したベテランQBのクレイグ・モートンの活躍でチームは12勝2敗でAFC西地区優勝を果たし1960年のチーム創設以来初のプレーオフ進出を果たし、第12回スーパーボウルでトム・ランドリーヘッドコーチのダラス・カウボーイズと対戦した。チームは10-27で敗れて優勝はならなかった。
チームは1979年まで3年連続でプレーオフに出場したが1978年12月30日にスリー・リバース・スタジアムで行われたディビジョナルプレーオフではピッツバーグ・スティーラーズに10-33、1979年12月23日にアストロドームで行われたワイルドカードプレーオフではヒューストン・オイラーズに7-13で敗れた。1980年に8勝8敗でプレーオフを逃した後、新オーナーのエドガー・カイザーに翌年春解任され後任にはダラス・カウボーイズのアシスタントコーチであったダン・リーブスが就任した。
1983年にUSFLのデンバー・ゴールドのヘッドコーチに就任したがオーナーのロン・ブランディングと対立しそのシーズン中に解任された。